# Sexmission
Sexmission (polnischer Originaltitel: Seksmisja) ist eine polnische Science-Fiction-Komödie aus dem Jahr 1984. Der unter der Regie von Juliusz Machulski 1983 entstandene Film kam am 12. Juli 1985 in die Kinos der DDR und am 8. Mai 1986 in die Kinos der Bundesrepublik Deutschland. Im September 1986 erschien der Film auf Video. Im Fernsehen wurde Sexmission zuerst am 12. Juni 1986 im DFF ausgestrahlt.

## Handlung
Die Biologen Max und Albert nehmen an einem Experiment teil und lassen sich einfrieren, um drei Jahre später wieder aufgetaut zu werden. Das Experiment glückt zwar, doch statt nach drei Jahren im Kälteschlaf erwachen sie erst im Jahr 2044. Die Welt hat sich unterdessen radikal verändert: Frauen, wohin man sieht. Durch einen Krieg wurden alle Männer ausgelöscht, die beiden sind also die einzigen Überlebenden ihres Geschlechts. Auch zur Fortpflanzung werden keine Männer mehr benötigt, der ausschließlich weibliche Nachwuchs kommt aus der Retorte. Da die Oberfläche der Erde durch den Krieg verseucht ist, spielt sich das Leben in unterirdischen Städten ab.
In diesem totalitär und puritanisch regierten Frauenstaat gelten Max und Albert als „archäologische Funde“, Männer als unnatürliche aggressive Urwesen, die in die Gesellschaft zwangsintegriert werden müssen. Nach anfänglichen Zweifeln an der neuen Situation glaubt Max, die Frauen durch seinen Charme bezaubern zu können. Albert hingegen kommt mit der Situation weniger klar und möchte nur in die Freiheit.
Im Prozess, der gegen sie gemacht wird, beschließen die Geschworenen, dass Max und Albert durch einen operativen Eingriff zu „natürlichen Wesen“ (also Frauen) gemacht werden sollen. Die beiden können jedoch mit Hilfe von Lamia, die seit ihrem ersten von Max erzwungenen Kuss an dem bestehenden System zweifelt, in Schutzanzügen an die Oberfläche fliehen. Eine Genetikerin folgt ihnen.
Als sie die Oberfläche erkunden, stellen die vier rasch fest, dass die Erde nicht so verödet ist, wie man ihnen weismachen wollte. Es stellt sich zudem heraus, dass die Herrscherin selbst in Wirklichkeit ein verkleideter Mann ist. Die beiden Paare beschließen, die Welt wieder in den „Normalzustand“ zu bringen und verteilen heimlich Samenflüssigkeit in den Befruchtungsanlagen. Nach 9 Monaten kommen die ersten Jungen auf die Welt.

## Kritiken
„Sexmission ist eine freizügige und freche Satire, die auf schwarzen Humor nicht verzichtet. Ein amüsanter und intelligenter Spaß, mit viel erotischem Beiwerk.
Zwar manchmal vordergründig und laut, setzt sich der Film mit dem Geschlechterkampf auseinander und spart nicht an hintersinniger Kritik an totalitären Systemen und deren Prüderie. Falschverstandener Feminismus und Männlichkeitswahn werden gleichermaßen angeprangert und auf den Arm genommen.“

„Die antisozialistische Kultkomödie «Seksmisja» aus den 1980er-Jahren schaffte es auf wundersame Weise durch die polnische Zensur. (...) Die Polen verstanden die subversiven, anti-russischen Botschaften in «Sexmission» bestens – und amüsierten sich entsprechend.“